# Vokroeg sveta

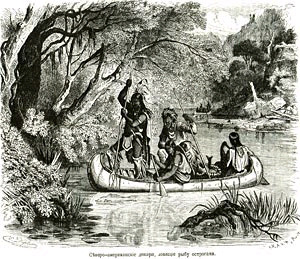
Illustratie uit de eerste uitgave uit 1861

Vokroeg sveta (Russisch: Вокруг света, "de wereld rond" of "rond de wereld") is een Russisch blad over geografie. Het werd in december 1861 voor het eerst gedrukt in Sint-Petersburg en is daarmee het oudste Russischtalige blad en een van de oudste populair wetenschappelijke bladen ter wereld, zij het niet ononderbroken.

## Geschiedenis

### 19e eeuw
Het blad werd opgericht door de Warschause ondernemer Maurycy Bolesław Wolff als een jaarlijks verschijnend rijk geïllustreerd blad gewijd aan "fysische geografie, natuurwetenschappen, de meest recente ontdekkingen, uitvindingen en observaties". Tot de auteurs van het eerste uur behoorden in de eerste jaren Alfred Brehm, Camille Flammarion, Nikolaj Przjevalski en Nikolaj Mikloecho-Maklaj. In 1868 werd het blad om onduidelijke redenen stopgezet. In 1885 deed drukker Ivan Sytin uit het Noord-Russische Soligalitsj (Kostroma) echter een nieuwe poging tot uitgave door er een maandblad van te maken dat gericht was op een breder publiek. In het blad werden vertalingen opgenomen van populaire fictieve avonturenromans van onder andere Jules Verne, Rudyard Kipling en Arthur Conan Doyle.

### Sovjetperiode
De uitgave stopte in 1918 abrupt met de uitbraak van de Russische Revolutie. De uitgave werd opgeschort tot 1927, toen de communistische jeugdorganisatie Komsomol het weer begon uit te geven, ditmaal speciaal gericht op de jeugd. Het blad werd daarbij onder andere gevuld met stukken van bekende sovjet-sciencefictionschrijvers als Aleksandr Beljajev, Ivan Jefremov en Vladimir Obroetsjev. In 1938 werd het hoofdkantoor verplaatst van Leningrad naar Moskou. Met het uitbreken van de Grote Vaderlandse Oorlog in 1941 stopte de uitgave wederom voor een aantal jaar, om in 1945 weer te worden hervat. De Sovjetautoriteiten vonden dat het blad zich moest richten op binnenlandse toeristische attracties. In de praktijk groeide het blad echter uit tot een zeldzame bron van volledig authentieke geïllustreerde informatie over buitenlandse culturele attracties. In de jaren 1960 en 1970 werd het blad steeds populairder. De oplage steeg tot 2,3 miljoen in 1971. 

### Vanaf 1991
Na de val van de Sovjet-Unie begon het blad ook te schrijven over onderwerpen die voorheen taboe waren, zoals de Russische diaspora, orthodoxie en andere wereldreligies en het leven in voorheen 'vijandige landen' zoals Zuid-Afrika en Israël. Ook werd de aandacht gevestigd op milieuproblemen en werden er werken in afgedrukt van bekende auteurs zoals Stephen King en Roger Zelazny. Het blad werd uitgebreid met een tv-programma, dat met name populair was in de vroege jaren 1990. Het eigendom kwam in handen van de redactie en de journalisten. De Roebelcrisis van 1998 leidde tot het faillissement van veel reisbureaus, die voorheen verantwoordelijk waren voor veel van de advertenties en financiële ondersteuning. Ook leidde dit tot grote problemen bij het maken van content, daar de abonnementen werden afgerekend in roebels, terwijl de activiteiten moesten worden betaald in dollars. De oplage daalde sterk en het bedrijf kon alleen overleven door het deels te verkopen aan het Russische advertentiebedrijf Video International, wiens eigenaar Sergej Vasiljev vervolgens eindredacteur werd. De oplage bedroeg in 2007 250.000 stuks, waarmee Vokroeg sveta het op twee na meest gelezen populair wetenschappelijke blad van Rusland was. Na Vasiljev volgden verschillende eindredacteuren elkaar op. In 2020 schortte eindredacteur Sergej Apresov de oplage wederom op, ditmaal vanwege de aanhoudende crisis rond economie en drukwerkzaamheden. In 2021 kwam het blad in handen van de Russische journalist Viktor Sjkoelev en het Amerikaanse Hearst Corporation (in 2022 uitgetreden na de Russische invasie van Oekraïne) en hervatte de productie, waarbij de oplage werd teruggebracht tot 120.000 stuks en de grootte werd verkleind naar bijna pocketformaat.